# Xã Eldon, Quận Benson, Bắc Dakota
Xã Eldon (tiếng Anh: Eldon Township) là một xã thuộc quận Benson, tiểu bang Bắc Dakota, Hoa Kỳ. Năm 2010, dân số của xã này là 35 người.